# Takhtajania
Takhtajania é um género monotípico de plantas com flor, pertencente à família Winteraceae, cuja única espécie é Takhtajania perrieri (Capuron) Baranova & J.-F.Leroy, uma espécie de arbustos e pequenas árvores endémica de Madagáscar, com uma área de distribuição muito limitada, encontra-se nas florestas húmidas das terras altas, na parte norte da ilha. O género é o único representante africano da família Winteraceae.

## Descrição
A espécie Takhtajania perrieri é nativa das terras altas de Madagáscar, onde se encontra numa pequena área de florestas sub-húmidas de Madagáscar. É uma pequena árvore ou arbusto perene, com 5 a 9 metros de altura e troncos com até 11 cm de espessura.
As folhas são verde-brilhantes, lanceoladas a ovais ou obovadas, com bordos inteiros e ápice acuminado; pinadas; sem folíolos.
As flores são de coloração vermelho-rosa, com perianto duplo. Gineceu paracárpico, constituído por dois pedúnculos de frutificação completamente fundidos. Os estigmas não se diferenciam em ovário, coluna e estigma. As margens do estigma estão cobertas de tricomas semelhantes a papilas que captam o pólen.
Takhtajania carece de células tubulares condutoras de água no xilema, que permitem às plantas resistir à seca. Esta pode ser uma caraterística derivada de habitats muito húmidos, onde o táxon viveu durante milhões de anos.

## Taxonomia
Takhtajania perrieri foi descrita por  (Capuron) Baranova & J.-F.Leroy e publicada em Adansonia: recueil périodique d'observations botanique, n.s. 17(4): 388, no ano de 1978.
A espécie Takhtajania perrieri foi recolhida pela primeira vez em 1909 no Maciço de Manongarivo, no centro de Madagáscar, a uma altitude de 1700 metros, pelo botânico francês Henri Perrier de la Bâthie. Em 1963, o botânico francês René Paul Raymond Capuron examinou a amostra da planta não identificada que havia sido recolhida em 1909, que identificou como uma nova espécie, a que deu o nome de Bubbia perrieri, em homenagem ao seu colector original, Henri Perrier de la Bâthie, classificando-a no género australásico Bubbia.
Devido à sua forte distinção morfológica em relação a outras Bubbia, bem como às restantes Winteraceae, em 1978, os botânicos Margarita Baranova e Jean-François Leroy reclassificaram a planta no seu próprio género, Takhtajania, em homenagem ao botânico soviético Armen Takhtajan. Na década de 1970, foram efectuadas várias tentativas para encontrar esta planta em Manongarivo, mas sem sucesso. Expedições subsequentes para encontrar a espécie foram inúteis, mas em 1994 o colecionador de plantas malgaxe Fanja Rasoavimbahoaka recolheu um espécime na Reserva Especial de Anjahanaribe-Sud, a 150 km do local onde o espécime de 1909 fora recolhido, que George E. Schatz identificou em maio de 1997 como Takhtajania. Uma expedição posterior descobriu um grande bosque da espécie, com cerca de 250 plantas, no local onde fora recolhido o segundo exemplar.
Em 2000, foi encontrada uma terceira população de Takhtajania no lado oriental da Península de Masoala, podendo indiciar ser uma nova espécie para o género.